# Örontofsekorre
Örontofsekorre (Rheithrosciurus macrotis) är en gnagare i ekorrfamiljen endemisk för Borneo.
Arten är påfallande stor. Den når en kroppslängd på 40 centimeter och därtill en cirka 30 centimeter lång, mycket stor och yvig svans. Bland däggdjuren har den volymmässigt en av de största svansarna, ca 130% i förhållande till kroppsvolymen. Kroppens ovansida har en röd grundfärg. På varje sida av kroppen löper en vit och en mörkbrun strimma. Ansiktet är grå och undersidan vitaktig. Svansen är liksom hos flera andra ekorrar yvig. Som namnet antyder har arten långa örontofsar av styva hår. Typiska är även de svarta framtassarna och de mörkbruna bakfötterna.
Habitatet utgörs av öns tropiska regnskog. Arten saknas i Borneos norra och sydöstra delar. I skogen vistas den främst på marken men den har bra förmåga att klättra i träd. Födan utgörs främst av frukter som hamnade på marken. Mycket kring dess ekologi är okänt. Syftet med den mycket stora yviga svansen är oklar.
Örontofsekorrens systematiska position är inte helt utredd. Fylogenetiska studier indikerar att dess närmsta släktingar är ett antal sydamerikanska ekorrar. För närvarande listas den till släktgruppen Sciurini men den skiljer sig i några anatomiska detaljer från andra medlemmar i familjen. Till exempel är skallen bredare och mera platt.
På Borneo finns mycket folklore kopplad till ekorren. Traditionellt har den jagats både för sitt kött och för att använda svansen som utsmyckning, bland annat på machetes. Det finns många berättelser om ekorrens vildsinthet och bland annat berättas det att den dödar hjortdjuret indisk muntjak genom att hoppa ned på dess rygg och med tänderna slita av halspulsådern. När djuret dött av blodförlust äter ekorren upp maginnehåll, hjärta och lever. Örontofsekorren sägs även jaga kycklingar. Huruvida dessa berättelser stämmer eller ej är mycket oklart.